# Deutsche Goalballnationalmannschaft der Männer
Die deutsche Goalballnationalmannschaft der Männer repräsentiert Deutschland bei internationalen Turnieren im Goalball.

## Teilnahme an Wettbewerben

### Paralympische Spiele
- 1976 (Tokio): 2. Platz
- 1980 (Arnhem): 1. Platz
- 2016 (Rio de Janeiro): Viertelfinale
- 2021 (Tokio): 11. Platz

### Weltmeisterschaften
- 1978: 2. Platz
- 1990: 1. Platz
- 2018: 2. Platz
- 2022: 7. Platz

### Europameisterschaften
- 1985: 2. Platz
- 1989: 2. Platz
- 2001: 3. Platz
- 2007: 3. Platz
- 2017: 2. Platz
- 2019: 1. Platz
- 2021 (Samsun): 4. Platz (Qualifikation für die Weltmeisterschaft 2022 und für das Paralympics-Qualifikationsturnier 2023)[1]
- 2023: 5. Platz

## Spieler
Zu den Spielern der Nationalmannschaft gehören bzw. gehörten Michael Dennis, Felix Rogge, Thomas Steiger, Philipp Tauscher, Stefan Hawranke, Oliver Hörauf, Reno Tiede und Fabian Diehm.

## Trainer
Trainer ist Stefan Weil.